# Nemoraea lateralis
Nemoraea lateralis là một loài ruồi trong họ Tachinidae.